# Сланцевая промышленность Эстонии
Сланцевая промышленность в Эстонии является одной из самых развитых в мире. Горючие сланцы являются стратегическим энергетическим ресурсом Эстонии, который обеспечивает около 4 % валового внутреннего продукта. 
В 2012 году 70 % добываемого сланца использовалось для производства электроэнергии (из всех сланцевых электростанций мира две крупнейшие расположены в Эстонии), что составляло около 85 % от общего объема выработки электроэнергии в Эстонии. Меньшая доля добываемого сланца использовалась для производства сланцевой нефти путём пиролиза; благодаря этому Эстония является вторым по величине производителем сланцевой нефти в мире после Китая. 
Кроме того, сланцевая нефть и продукты её переработки в Эстонии используются для теплоснабжения и в качестве сырьевых материалов для цементной промышленности.
В 2012 году в сланцевой промышленности работало 6500 человек — около 1 % от рабочей силы страны.
Существует два вида горючих сланцев в Эстонии, оба из которых являются осадочными породами, образовавшимися во время ордовикского геологического периода. Запасы первого из них, граптолитового аргиллита, больше, но из-за низкого содержания органических веществ он не используется в промышленности. Второй из них, кукерсит, добывается на протяжении ста лет, и его добыча будет продолжаться ещё 25-30 лет. К концу 2012 года объём запасов кукерсита составлял 4,8 млрд тонн, из которых до 650 млн тонн извлекаемых. На месторождения кукерсита в Эстонии приходится 1,1 % мировых запасов горючих сланцев. Месторождения сланцев расположены на севере Эстонии и относятся к Прибалтийскому сланцевому бассейну.
В XVIII и XIX веках эстонские горючие сланцы были описаны несколькими учёными и использовались в качестве низкосортного топлива. Их промышленное использование началось в 1916 году. Производство сланцевой нефти началась в 1921 году, а для получения электроэнергии горючие сланцы были впервые использованы в 1924 году. Вскоре после этого началось систематическое изучение горючих сланцев и продуктов их переработки, а в 1938 году в Таллиннском техническом университете была создана кафедра горного дела. После Второй мировой войны эстонский сланцевый газ использовался в Санкт-Петербурге (тогда Ленинграде) и в северных городах в Эстонии в качестве заменителя природного газа. Повышенная потребность в электроэнергии на северо-западе Советского Союза привела к строительству крупных сланцевых электростанций. Благодаря сланцевой промышленности, на северо-востоке Эстонии образовался единственной в прибалтийских республиках горнопромышленный район. В 1946—1974 годах были построены сланцеперерабатывающий комбинат им. В. И. Ленина в Кохтла-Ярве, сланцевые карьеры и шахты, включая карьеры «Октябрь», «Нарва» и шахту «Эстония», торфобрикетный завод в Ору. Сланцевая добыча достигла пика в 1980 году. Вследствие запуска ядерных реакторов в России, в частности Ленинградской атомной станции, спрос на электроэнергию, получаемую из горючих сланцев, снизился. Период переходной экономики 1990-х годов, привёл к снижению добычи горючих сланцев. После снижения добычи в течение двух десятилетий, она вновь начала возрастать в начале XXI века. Большая часть оборудования для сланцевой промышленности производилась на Таллинском машиностроительном заводе им. Й. Лауристина.
В июне 2018 года на заседании Рийгикогу комиссия по окружающей среде обсуждала вопросы, связанные с будущим сланцевой энергетики Эстонии. Комиссия посчитала, что необходимо определить сроки выхода Эстонии из сланцевой энергетики и принять для этого конкретные меры. Обращение о выходе из сланцевой энергетики подписали 1075 человек.